# Orde van Verdienste
Een Orde van Verdienste is een moderne ridderorde. Men noemt deze orden, voor zover ze geen militair karakter hebben, wel "civiele orde" maar ook "staatsorde" komt als verzamelterm wel voor. Er zijn orden met een gemengd militair/civiel karakter zoals het Franse Legioen van Eer.
De oudste orden waren gemeenschappen van adellijke ridders of gezelschappen rondom een koning of vorst. De Orde van het Legioen van Eer en de Orde van Oranje-Nassau zijn voorbeelden van moderne ridderorden die alleen voor verdienste worden toegekend.

## Lijst van Orden van Verdienste
| - Orde van Verdienste (Antigua en Barbuda) - Orde van Verdienste (België) - Orde van Verdienste (Bulgarije) - Orde van Verdienste (Burkina Faso) - Orde van Verdienste (Centraal-Afrikaanse Republiek) - Orde van Verdienste (Chili) - Orde van Verdienste (Congo) - Orde van Verdienste (Bondsrepubliek Duitsland) - Orde van Verdienste (Frankrijk) - Orde van Verdienste (Griekenland) - Orde van Verdienste (Hessen) - Orde van Verdienste (Volksrepubliek Hongarije) - Orde van Verdienste (Hongarije) - Orde van Verdienste van Indochina - Orde van Verdienste (Italië) - Orde van Verdienste (Ivoorkust) - Orde van Verdienste (Jaipur) | - Orde van Verdienste (Jamaica) - Orde van Verdienste (Kameroen) - Orde van Verdienste (Kedah) - Orde van Verdienste (Libanon) - Vorstelijk Liechtensteinse Orde van Verdienste - Orde van Verdienste (Luxemburg) - Orde van Verdienste (Madagaskar) - Orde van Verdienste (Malakka) - Orde van Verdienste (Maleisië) - Orde van Verdienste (Malta) - Orde van Verdienste (Mauritanië) - Orde van Verdienste (Nawanagar) - Orde van Verdienste (Nieuw-Zeeland) - Orde van Verdienste (Noorwegen) - Orde van Verdienste (Oekraïne) - Orde van Verdienste (Bondsrepubliek Oostenrijk) - Orde van Verdienste (Oostenrijk) (1934-1938) | - Orde van Verdienste (Orde van het Heilig Graf) - Orde van Verdienste (Paraguay) - Orde van Verdienste (Patiala) - Orde van Verdienste (Perak) - Orde van Verdienste (Portugal) - Orde van Verdienste (Rampur) - Orde van Verdienste (Roemenië) - Orde van Verdienste (Saksen) - Orde van Verdienste (Samoa) - Orde van Verdienste (Senegal) - Orde van Verdienste (Spanje) - Orde van Verdienste (Tunesië) - Orde van Verdienste (Venezuela) - Order of Merit (Verenigd Koninkrijk) (meestal onvertaald) - Orde van Verdienste (Keizerrijk Vietnam) - Orde van Verdienste (Waldeck) - Orde van Verdienste (Zuid-Afrika) - Waalse verdienste |

## Overige onderscheidingen
N.B. Deze lijst is incompleet, aanvullingen welkom.
- Beierse Orde van Verdienste
- Burgerlijke Orde van Verdienste (Koninkrijk Italië)
- Centraal-Afrikaanse Orde van Verdienste
- Civiele en Militaire Orde van Verdienste van Adolph van Nassau (Luxemburg)
- Civiele Orde van Verdienste (Toscane)
- Civiele Orde van Verdienste van Savoye (Sardinië, Italië tot 1946 en nu een Huisorde)
- Civiele Orde van Verdienste (Württemberg) (Württemberg tot 1818)
- Equadoriaanse Orde van Verdienste
- Huis- en verdienstorde van Peter Friedrich Ludwig (Oldenburg tot 1918)
- Huisorde van Trouw en Verdienste (Nederland)
- Indische Orde van Verdienste (Brits -Indië 1837-1947)
- Koninklijk Hollandse Orde van Verdienste (Koninkrijk Holland)
- Koninklijke Orde van Verdienste (Noorwegen)
- Luchtmacht-Orde van Verdienste (Spanje)
- Marine-Orde van Verdienste (Spanje)
- Maritieme Orde van Verdienste (Frankrijk)
- Militaire Karl-Friedrich-Verdienstorde (Baden tot 1918)
- Militaire Orde van Verdienste (Beieren tot 1918)
- Militaire Orde van Verdienste (Bulgarije tot 1944)
- Militaire Orde van Verdienste (Hessen-Kassel)
- Militaire Orde van Verdienste (Portugal)
- Militaire Orde van Verdienste (Spanje)
- Militaire Orde van Verdienste (Toscane)
- Militaire Orde van Verdienste (Württemberg) (Württemberg tot 1918)
- Militaire Orde van Verdienste (Württemberg) (Württemberg tot 1818)
- Nationale Orde van Verdienste (Mauritanië)
- Nationale Orde van Verdienste voor Samenwerking en Ontwikkeling (Guinea Bissau)
- Nedersaksische Orde van Verdienste
- Officiële Orde van Verdienste (Volksrepubliek Hongarije)
- Olympische Orde van Verdienste (Finland)
- Orde van Ambachtelijke Verdienste (Frankrijk)
- Orde van Burgerlijke dapperheid en Verdienste (Bulgarije)
- Orde van Burgerlijke Verdienste (Frankrijk)
- Orde van Burgerlijke Verdienste (Spanje)
- Orde van Civiele Verdienste (Bulgarije) (Bulgarije tot 1944)
- Orde van Civiele Verdienste (Koninkrijk Saksen tot 1918)
- Orde van Civiele Verdienste (Waldeck) (Waldeck tot 1918)
- Orde van Commerciële Verdienste (Frankrijk)
- Orde van Culturele Verdienste (Monaco)
- Orde van Verdienste van de Gouden Wouw (Japan tot 1945)
- Orde van de Heilige-Ferdinand en de Verdienste (Napels, Koninkrijk der Beide Siciliën)
- Orde van de Heilige Lodewijk voor Civiele Verdienste (Lucca, later Parma, nu een Huisorde)
- Orde van Eer en Verdienste (Haïti)
- Orde van Mei voor Verdienste (Argentinië)
- Orde van Militaire dapperheid en Verdienste (Bulgarije)
- Orde van Militaire Verdienste (Brazilië)
- Orde van Militaire Verdienste (Canada)
- Orde van Militaire Verdienste (Frankrijk)
- Orde van Militaire Verdienste (Guatemala)
- Orde van Militaire Verdienste (Mexico)
- Orde van Militaire Verdienste (Hessen) (Keurvorstendom Hessen-Kassel tot 1866)
- Orde van Postale Verdienste (Frankrijk)
- Orde van Sint George voor Militaire Verdienste (Lucca, later Parma, nu een Huisorde)
- Orde van Sociale Verdienste (Frankrijk)
- Orde van Sportieve Verdienste (Frankrijk)
- Orde van Toeristische Verdienste (Frankrijk)
- Orde van Verdienste in de Davis Cup sinds 2013
- Orde van Verdienste "Moeder Theresa" (Albanië)
- Orde van Verdienste op de Werkplek (Frankrijk)
- Orde van Verdienste "Pro Merito Militensi" van de Soevereine Orde van Malta
- Orde van Verdienste van de Beierse Kroon (Beieren tot 1918)
- Orde van Verdienste van de Deelstaat Nedersaksen
- Orde van Verdienste van de Duitse Adelaar (Duitse Rijk 1937-1943)
- Orde van Verdienste van de Heilige Michaël (Beieren tot 1918)
- Orde van Verdienste van de Kroon van Hawaï (Hawaï tot ?)
- Orde van Verdienste van de Republiek (Hongarije) (1946-1949)
- Orde van Verdienste van de Republiek Polen
- Orde van Verdienste van de Rode vlag van de Arbeid (Volksrepubliek Hongarije)
- Orde van Verdienste van de Volksrepubliek Polen
- Orde van Verdienste van het Congres (Verenigde Staten, dubieus)
- Orde van Verdienste van Philipp de Grootmoedige (Hessen-Darmstadt) 1840-1918
- Orde van Verdienste van het Vaderland (De Duitse Democratische Republiek)
- Orde van Verdienste van Rio Branco Brazilië
- Orde van Verdienste voor de Arbeid (Volksrepubliek Hongarije)
- Orde van Verdienste voor de Grondleggers van de Staat (Zuid-Korea)
- Orde van Verdienste voor de Landbouw (Frankrijk)
- Orde van Verdienste voor de Landbouw (Spanje)
- Orde van Verdienste voor de Luchtmacht (Brazilië)
- Orde van Verdienste voor de Politie (Canada)
- Orde van Verdienste "Pro Merito Melitense" (Soevereine Militaire Orde van Malta)
- Orde van Verdienste voor de Sahara (Frankrijk)
- Orde van Verdienste voor de Volksgezondheid (Frankrijk)
- Orde van Verdienste voor de zorg voor oud-strijders (Frankrijk)
- Orde van Verdienste voor het Moederland (Russische Federatie)
- Orde van Verdienste voor het Rode Kruis (Letland)
- Orde van Verdienste voor het Rode Kruis (Oostenrijk)
- Orde van Verdienste voor het Rode Kruis (Spanje)
- Orde van Verdienste voor het Toneel (Oldenburg tot 1918)
- Orde van Verdienste voor Kunst en Wetenschap (Schwarzburg Rudolstadt en Schwarzburg-Sonderhausen) Een gemeenschappelijke Orde van de twee Vorstendommen.
- Orde van Verdienste voor Landbouw en Industrie (Portugal)
- Orde van Verdienste voor speciale Verdienste (Volksrepubliek Hongarije)
- Orde van Verdienste voor Wetenschap en Kunst (Anhalt)
- Orden Virtuti Militari (Polen)
- Orden "Pour le Merite" Pruisen
- Saarlandse Orde van Verdienste
- Saskatchewan Orde van Verdienste (1985)
- Sloveense Orde van Verdienste
- Ustascha Orde van Verdienste (Kroatië)
- Orde van de Verdienstelijken (Zanzibar)
- Orde van Verdienste (Republiek Egypte)
- Vaderlandse Orde van Verdienste (Oost-Duitsland)
- Nationale Orde van Verdienste (Cuba)
- Nationale Orde van Verdienste (Ecuador)
- Nationale Orde van Verdienste (Guinea)
- Nationale Orde van Verdienste (Mauritanië)
- Orde van Verdienste (Polen)
- Orde van Verdienste (Nieuw-Zeeland)
- Orde van Verdienste (Russische Federatie)
- Orde van Verdienste (Turkije)
- Orde van Verdienste (Bahamas)
- Orde van Verdienste (Centraal Afrikaanse Republiek)
- Orde van Verdienste (Saskatchewan)
- Orde van Verdienste (Liechtenstein)
- Orde van Verdienste (Bondsrepubliek Duitsland)
- Decoratie van verdienste voor Kunst en Cultuur (Oostenrijk)

Daarnaast zijn er honderden oorlogskruizen van verdienste. Waaronder:
- Militaire Decoratie van Verdienste (België)
- Het Oorlogskruis voor Verdienste (Duitsland)